# Fandriana
Fandriana est une commune urbaine malgache, chef-lieu du district de Fandriana, située dans la partie nord-est de la région d'Amoron'i Mania.

## Géographie
Située à 41km du croisement Ankelikapona en suivant la route nationale 41, issue de la route nationale 7, Fandriana est formée par un district de 13 communes : Fandriana ville, Mahazoarivo, Fiadanana, Ankarinoro, Imito, Milamaina, Alakamisy Ambohimahazo, Alakamisy, Tatamalaza, Miarinavatra, Tsarazaza, Sahamadio et Sandrandahy. Située à près de 1400 m d'altitude, la région bénéficie d'un climat sain et plutôt frais ainsi que d'une végétation composée essentiellement d'essences de pin ou d'eucalyptus. Le paysage est assez escarpé, et de nombreuses sources alimentent moult petits torrents creusant parfois des gorges assez profondes entre deux montagnes.

## Histoire
Le nom de Fandriana vient du mot malgache Fandriana signifiant lit ou « lieu où l'on dort ». Une légende raconte qu'un roi a envoyé des messagers partout dans l'île pour informer les Malgaches qu'un concours de magie aura lieu dans la capitale pour sélectionner le plus grand sorcier malgache. Et puisque pendant cette période, il n'y avait aucun véhicule à vapeur alors la famille venant de la région Sud-Est de Madagascar (plus précisément les Antemoro) avec son candidat a passé la nuit à Fandriana. Ils ont trouvé le paysage agréable et l'ont surnommé Fandriana.
La ville est majoritairement peuplée par de Betsileo.

## Démographie
Peuplée environ de 29 000 personnes, Fandriana est célèbre pour son enseignement. On dit qu'elle est exportateur de cerveaux vers les autres régions de Madagascar[réf. nécessaire].

## Économie
Il faut noter aussi l'« ambodivoara », un rhum traditionnel qui a le meilleur goût parmi les autres rhums et est consommé partout dans l'île malgré l'interdiction de son exploitation. La plupart de la population vit en milieu rural c'est pourquoi on importe tous les produits manufacturés ailleurs.